# Michel Warschawski
Michel Warschawski, també conegut com a Mikado (hebreu מיכאל ורשבסקי (מיקאדו) Estrasburg, França, 1949), és un activista israelià, president del Centre d'Informació Alternativa. És conegut per la seva militància comunista i per les seves posicions polítiques contràries al sionisme.

## Biografia
Fill del gran rabí Max Warschawski, Michel Warschawski va créixer a Estrasburg. Als 16 anys va decidir anar-se a Jerusalem, i va fer estudis talmúdics a la Mercaz Harav Kook. Després es graduà en filosofia a la Universitat Hebrea de Jerusalem.

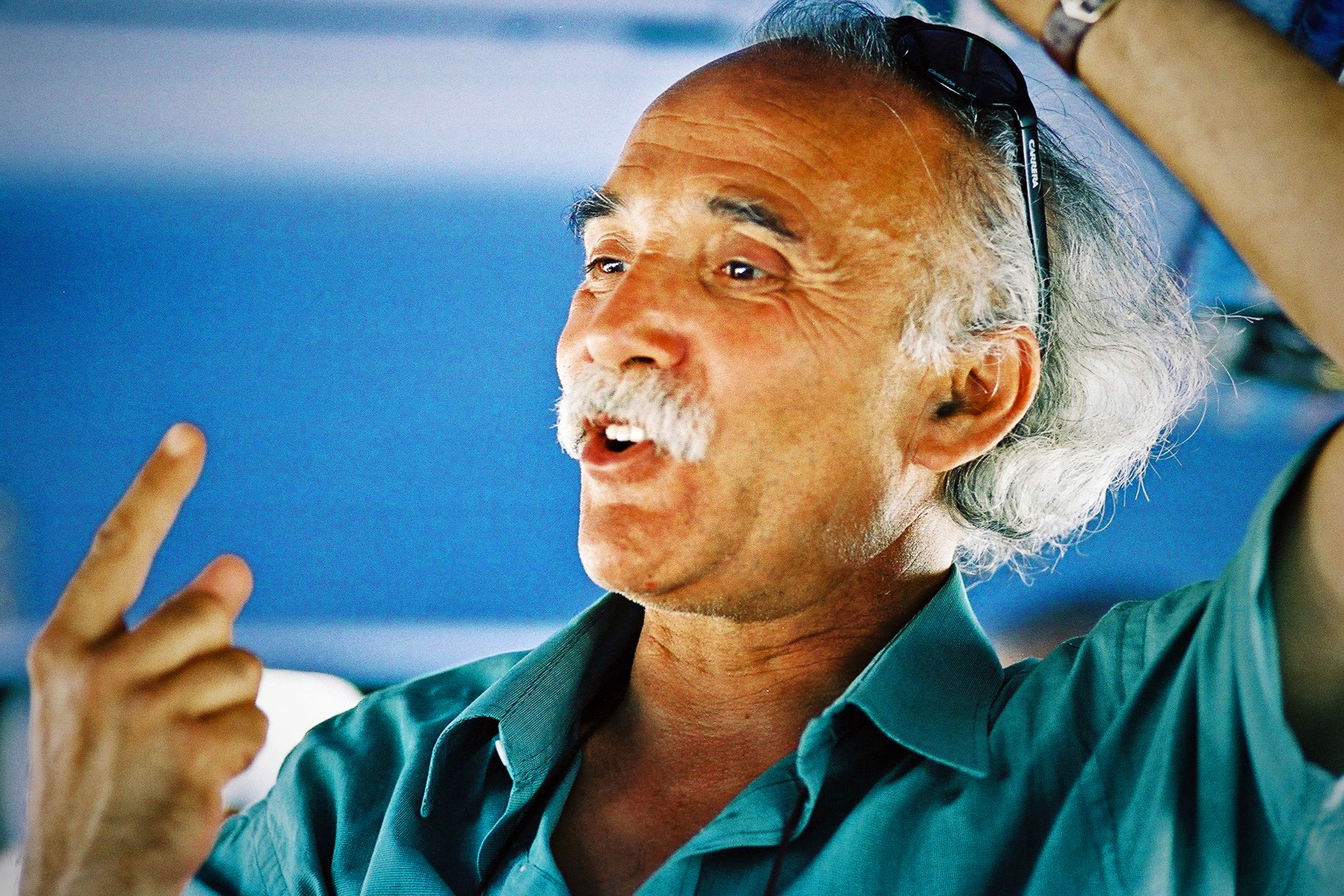
Michel Warschawski, 2005.

El 1967 comença a militar en l'avui desapareguda organització trotskista i antisionista coneguda com a Matzpen. El 1982 fou un dels cofundadors de Yesh Gvul i el 1984 crea el Centre d'Informació Alternativa (AIC), format per israelians i palestins contraris a la política israeliana en la Franja de Gaza i Cisjordània. El 1989 serà condemnat a 20 mesos de presó per «prestació de serveis a organitzacions il·legals » per haver imprès pamflets en suport al Front Popular per a l'Alliberament de Palestina de George Habash –considerafs una organització terrorista pels Estats Units, la Unió Europea, Canadà i la mateixa Israel– i després del seu alliberament ha continuat militant en l'AIC. Entre 2003 a 2005 ha donat també nombroses conferències fora del seu país sobre la situació en Orient Mitjà en una vintena de municipis francesos, algunes en col·laboració amb Dominique Vidal, del periòdic Le Monde Diplomatique i Leïla Shahid, delegada general de Palestina a la Unió Europea. La presència dels ponents en establiments públics creà una forma polèmica, atiada per Le Figaro o l'Associació França-Israel, i les reunions foren prohibides als establiments escolars.
Entre setembre de 2008 i abril de 2010 fou cronista de la publicació satírica Siné Hebdo. Ha col·laborat també a International Viewpoint, Le Monde diplomatique, ZNet, Monthly Review i ha fet entrevistes a the Real News Network. També és membre del comitè patrocinador del Tribunal Russell per Palestina des de 2009.
A les eleccions de 2006 al Knesset fou candidat de la llista àrab-israeliana Balad. També ha estat candidat de la Llista Conjunta a les eleccions legislatives d'Israel de 2015.
Està casat amb l'advocada israeliana Lea Tsemel, especialista en drets humans i defensa de presos palestins, amb la qual té dos fills. El seu fill gran Dror, nascut d'un primer matrimoni, és investigador biofísic.

## Warschawski sobre Palestina i Israel
Warschawski és contrari a l'existència d'Israel com a Estat jueu, i considera que l'única solució al conflicte àrab-israelià és la creació d'un únic Estat en la Palestina històrica, que integri a àrabs i jueus i que sigui binacional i laic. Segons Warschawski, cal «sortir-se del dogma "un Estat, una cultura, un poble"» per construir un «Estat plural, on vagin de la mà una ciutadania compartida i el reconeixement d'identitats col·lectives diverses». Pensa que en aquest procés tindrà un important paper la minoria àrab d'Israel:
| « | L'Estat segueix sent un Estat jueu, amb pràctiques i estructures discriminatòries, però la minoria palestina ha passat d'una situació d'atomització i invisibilitat a ser una minoria nacional que reivindica la igualtat ciutadana en un país que pretén ser jueu però també democràtic. | » |

## Obres
- Israël-Palestine : Le défi binational, Textuel, 2001
- Sur la frontière, Stock, 2002
- À contre chœur - Les voix dissidentes en Israël (amb Michèle Sibony), Textuel, 2003
- À tombeau ouvert — La crise de la société israélienne, La Fabrique, 2003
- Les banlieues, le Proche-Orient et nous (amb Leila Shahid i Dominique Vidal), L'Atelier, 2006
- La révolution sioniste est morte - Voix israéliennes contre l'occupation, 1967-2007 (col·lectiu), La Fabrique, 2007
- La guerre des 33 jours - La guerre d'Israël contre le Hezbollah au Liban et ses conséquences (amb Gilbert Achcar), Textuel, 2007
- Programmer le désastre — La politique israélienne à l'œuvre, La Fabrique, 2008
- Destins croisés — Israéliens-Palestiniens, l'histoire en partage, Riveneuve, 2009
- Au pied du mur, Éditions Syllepse, 2011
- Un autre Israël est possible, amb Dominique Vidal, Les Editions de l'Atelier, 2012, 176 p.